# Francisco Acebal
Francisco López Acebal, född 5 april 1866 i Gijón, död 5 september 1933 i Madrid, var en spansk romanförfattare. Han gav ut en del psykologiska berättelser och noveller, där han skildrar folkliv. Han drog sig emellertid snart tillbaka från litterär verksamhet och satte 1901 upp den ansedda litteraturtidskriften La Lectura (med undertiteln Revista de Ciencias y de Artes), som upphörde 1920.